# Adidas International 2001 - Qualificazioni doppio maschile
Le qualificazioni del doppio maschile dell'Adidas International 2001 sono state un torneo di tennis preliminare per accedere alla fase finale della manifestazione. I vincitori dell'ultimo turno sono entrati di diritto nel tabellone principale. In caso di ritiro di uno o più giocatori aventi diritto a questi sono subentrati i lucky loser, ossia i giocatori che hanno perso nell'ultimo turno ma che avevano una classifica più alta rispetto agli altri partecipanti che avevano comunque perso nel turno finale.
Le qualificazioni del doppio del torneo Adidas International 2001 prevedevano 4 coppie partecipanti di cui una è entrata nel tabellone principale.

## Teste di serie
1. Arnaud Clément /  Sébastien Grosjean (Qualificati)

1. George Bastl /  Sargis Sargsian (primo turno)

## Tabellone

### Legenda
| - Q = Qualificato - WC = Wild card - LL = Lucky loser | - ALT = Alternate - SE = Special Exempt - PR = Protected Ranking | - w/o = Walkover - r = Ritirato - d = Squalificato |

|  | Primo turno | Primo turno                  | Primo turno | Primo turno | Primo turno |  |  | Ultimo turno | Ultimo turno                      | Ultimo turno                      | Ultimo turno                      | Ultimo turno |  |
|  |             |                              |             |             |             |  |  |              |                                   |                                   |                                   |              |  |
|  |             |                              |             |             |             |  |  |              |                                   |                                   |                                   |              |  |
|  |             |                              |             |             |             |  |  |              | Attila Sávolt Takao Suzuki        |                                   |                                   |              |  |
|  |             | Attila Sávolt Takao Suzuki   | 5           | 6           | 6           |  |  | 1            | Arnaud Clément Sébastien Grosjean | Arnaud Clément Sébastien Grosjean | Arnaud Clément Sébastien Grosjean | W-O          |  |
|  | 2           | George Bastl Sargis Sargsian | 7           | 3           | 4           |  |  |              |                                   |                                   |                                   |              |  |